# Accent circonflexe doublé
Cette page contient des caractères spéciaux ou non latins. S’ils s’affichent mal (▯, ?, etc.), consultez la page d’aide Unicode.
L’accent circonflexe doublé est un diacritique de l’alphabet latin utilisé dans certaines transcriptions phonétiques comme l’Alphabet phonétique international ou la transcription Teuthonista. Il se présente comme deux accents circonflexes fusionnés horizontalement au-dessus d’une lettre. Il modifie la valeur du son représenté par la lettre. Il n’est pas à confondre avec le double accent circonflexe ‹ ◌᷍◌ › avec un nom similaire ni avec d’autres signes diacritiques comme le tilde ‹ ◌̃ › ou l’a ouvert aplati suscrit ‹ ◌ᷓ ›.

## Utilisation
L’accent circonflexe doublé est utilisé pour noter la quantité de longueur extra-longue dans la transcription phonétique Teuthonista de l’Atlas linguistique de la Suisse alémanique (SDS) ou du Sprachatlas von Bayerisch-Schwaben (de),, dirigé par Werner König (de).
Dans l’alphabet phonétique international, depuis la convention de Kiel de 1989, l’accent circonflexe doublé peut être utilisé pour noter un tonème de registre descendant-montant-descendant (ou haut-bas-haut-bas) pouvant aussi être noté avec les barres ˥˩˥˩. On le place sur le symbole d’une voyelle ou d’une consonne vocalisé.
Denis Creissels l’utilise, par exemple, dans la transcription du bambara pour la forme définitive ba᷉a [ba᪰ː] « la chêvre », avec le ton triplement modulé haut-bas-haut-bas, à comparé avec la forme indéfinie báa [bâː] « chèvre ».

## Représentation informatique
L’accent circonflexe doublé est codée dans le codage Unicode (Diacritiques - complément) avec le caractère ◌᪰ U+1AB0 combining doubled circumflex accent (diacritique double accent circonflexe dans la traduction française).